# Martín Posse
Martín Andrés Posse Arenas (San Justo, 2 agosto 1975) è un ex calciatore argentino, di ruolo attaccante.

## Carriera
Milita nel Vélez Sarsfield fra il 1992 e il 1999 vincendo tutto a livello nazionale e internazionale intorno alla metà degli anni novanta, anche se in occasione della Coppa Intercontinentale 1994 non era né in campo né in panchina.
Le sue prestazioni gli valgono anche la partecipazione con la Nazionale argentina alla Copa América 1997.
Nel 1999 passa agli spagnoli del Espanyol dove rimane complessivamente per sei stagioni (vincendo due edizioni della Coppa del Re), intervallate da un anno in prestito al Tenerife.
Nel 2007 scende nelle categorie inferiori spagnole, prima nel Figueres e poi nel Castelldefels.

## Palmarès

### Club

#### Competizioni nazionali
- Campionato argentino: 4

Vélez Sársfield: Clausura 1993, Apertura 1995, Clausura 1996, Clausura 1998
- Coppa di Spagna: 2

Espanyol: 1999-2000, 2005-2006

#### Competizioni internazionali
- Coppa Libertadores: 1

Vélez Sársfield: 1994
- Coppa Interamericana: 1

Vélez Sarsfield: 1994
- Supercoppa Sudamericana: 1

Vélez Sársfield: 1996
- Recopa Sudamericana: 1

Vélez Sársfield: 1997